# 檸檬餅

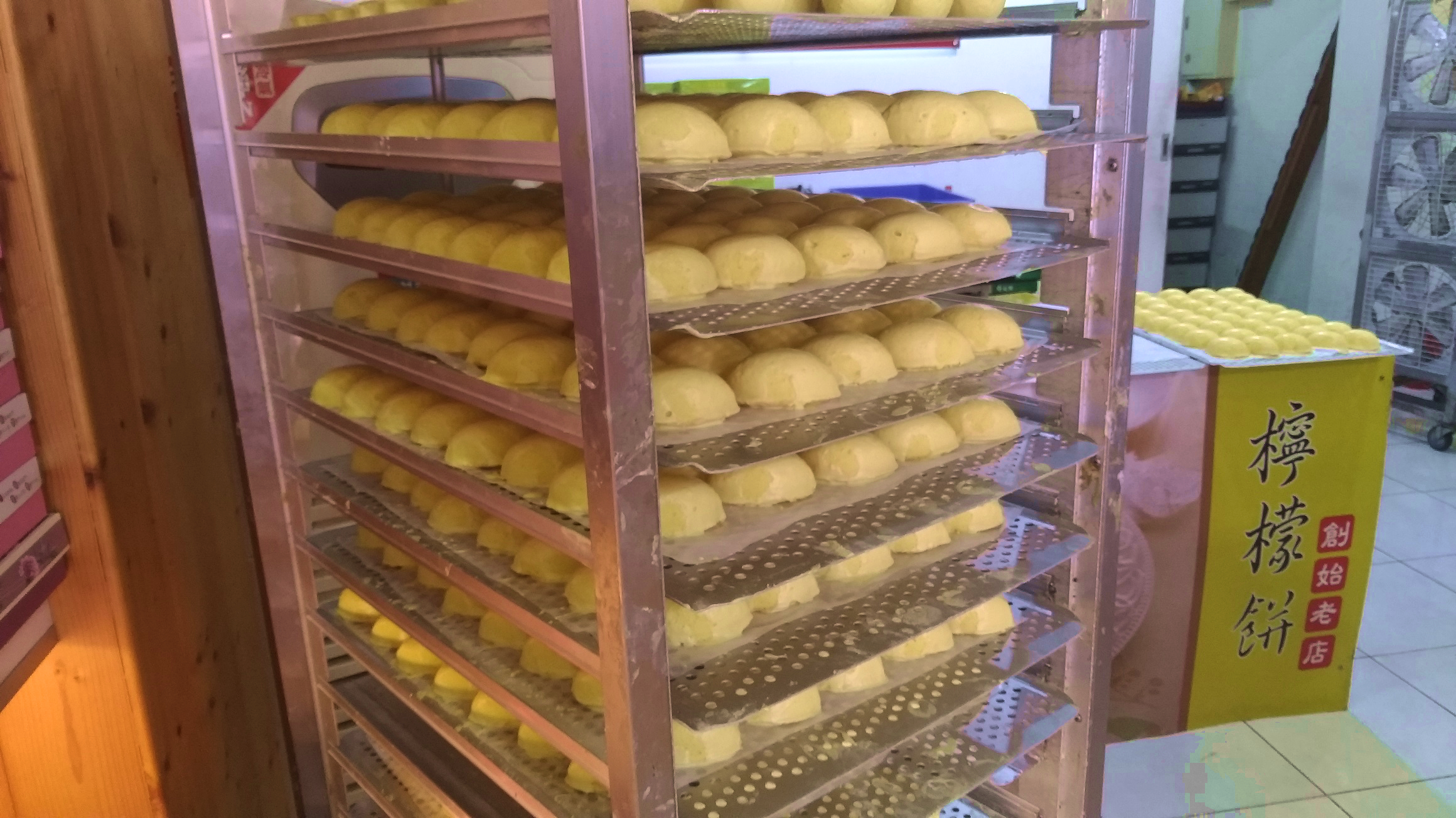
一福堂販售的檸檬餅

檸檬餅，又稱檸檬蛋糕（日语：レモンケーキ），是一種檸檬形狀的西式糕點，口感類似海綿蛋糕。

## 歷史
檸檬餅起源於法國，第一次世界大戰後於1919年3月4日至12日在廣島縣物產陳列館舉行的「似島獨逸俘虜技術工藝品展覽會」將檸檬餅引入了日本，並在六七十年代流行一時。1964年，台中一福堂創辦人陳周財引進並研發出台灣特色的檸檬餅，成為「台中三名餅」之一。2010年以來“平成型”檸檬餅取代之前流行的“昭和型”檸檬餅，作為咖啡甜點再度在日本流行。

## 製作
將雞蛋、油、糖、麵粉倒入鍋中不斷攪拌，再依次加入牛奶和水攪拌至稠狀，倒入模具中放進烤箱烘烤，烤好後再鋪上一層檸檬巧克力。黃油、香草、檸檬汁和檸檬皮被用來加強檸檬餅濃郁的口感和清爽的澀味。